# Mahinda
- Pels reis d'Anuradhapura d'aquest nom vegeu Mahinda I, Mahinda II, Mahinda III, Mahinda IV, Mahinda V i Mahinda VI.

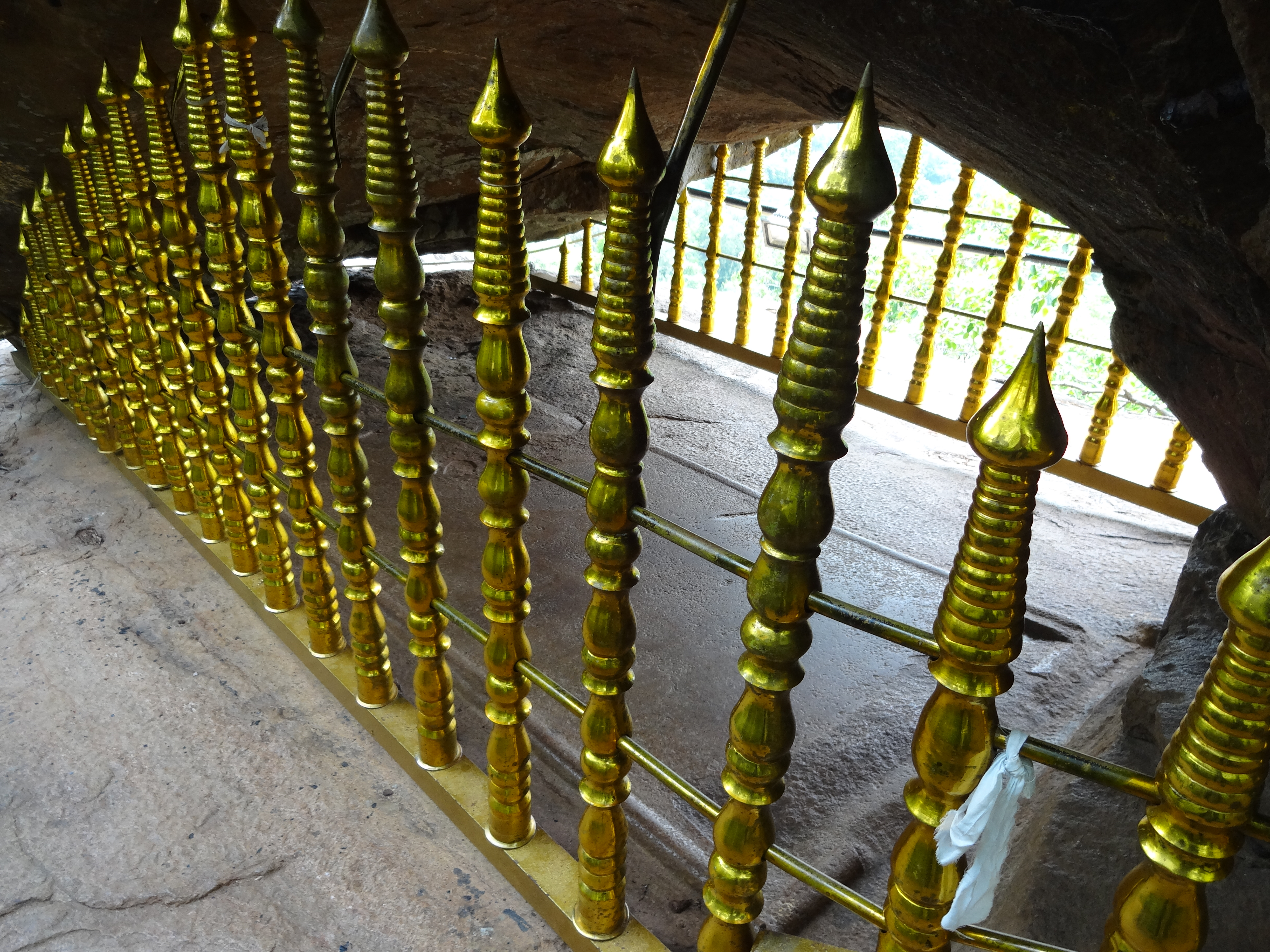
Llit de Mahinda a Mihintale

Mahinda o Mihindu (en pāli, en sànscrit: महिन्द्र) (nascut a Mahindra; Magadha, actual Bihar, al segle iii aC – mort a Sri Lanka, al segle ii aC) fou un príncep i missioner indi que va portar el budisme a l'illa de Ceilan.
Era fill de l'emperador Asoka i la reina Devi de l'Imperi Maurya, que havia conquerit gran part del subcontinent indi i havia abraçat els ensenyaments de Buda. El seu pare el va enviar a Ceilan junt amb altres missioners. Més tard també va anar a l'illa la seva germana Saṃghamitta que va portar l'arbre de Buda a l'illa i va establir l'ordre monàstic de dones.
Hauria mort amb 80 anys en l'octau any del regnat de Uṭṭiya.